# Murder Was the Case (Gucci Mane)
Murder Was the Case è il quinto album in studio del rapper statunitense Gucci Mane, pubblicato nel 2009.

## Tracce
1. Runnin' Back (Getting Fat) – 3:53
2. Hot! – 4:33
3. Block Party – 4:20
4. Stoopid – 4:33
5. Murder Was the Case (Ox from Belly) – 0:19
6. Murder for Fun (feat. Ox) – 4:06
7. Trap Money (Remix) (feat. B.A. & Mook) – 3:24
8. Neva Had Shit – 4:15
9. Yella Diamonds – 3:06
10. Get Low (Like a Lambo) (feat. Selassie) – 3:33
11. Say Damn – 3:03
12. Cuttin' off Fingaz – 4:58
13. Gangs (feat. Biz) – 3:19
14. Shittin' Onum – 4:36